# عبد الوهاب برغش حسين
عبد الوهاب برغش حسين (21 يونيو 1945 - 17 أغسطس 2001)، مغني تركماني عراقي . مشهور بالاسم 
(هابه). ولد في محلة بريادي إحدى أزقة مدينة بمحافظة كركوك.

## عن حياته
نشأ في أحد أحياء مدينة كركوك وهي محلة بريادي. توفي والده عندما كان طفلاً، فأنشأته والدته مع أخيه محمد، وهي أول من أطلق عليه اسم (هابه) تحبباً وتلطفاً ليصبح هذا الاسم مستقبلاً علامة الشهرة للفنان عبد الوهاب.
عمل كصبي خياطة وهو في التاسعة من عمره عند الأسطة صالح الخياط في محله بسوق القيصرية قرب القلعة فتعلم الخياطة وامتهنها وهوى الغناء بل عشقه، حيث كان يدندن مع نفسه عند غياب صاحب محل الخياطة ثم بدأ صوته يحظى باهتمام أصحاب المحلات القريبة من القيصرية وأبناء المحلة حتى وصلت شهرته إلى اسماع أحد فناني كركوك الكبار والذي عطف على هذا اليتيم وقرر ان يتبناه فنياً بعد أن احضره له أحد اصحاب المحلات فأشاد بفناننا هابه وصوته الجميل وهو مايزال في بداية تكوينه الصوتي.
تبنى الفنان عزالدين نعمت صوت الشاب اليافع (هابه) وقرر ان يعلمه اصول الغناء الشعبي واُُُُُسس المقام العراقي بعد أن كان الفنان هابه يؤدي الأغاني دون الألمام بأصول الغناء خلال الفترة السابقة.. وبدأ عزالدين نعمت يصطحب الفنان (هابه) معه إلى دار الفنان سمه بربر وعلى يد هذين العملاقين تتلمذ (هابه) على كل اساسيات الغناء الشعبي التركماني وبدأ صوته يحتل مكانة مميزة بين الأصوات وكان للفنان عزالدين نعمت الفضل في تقديم الفنان (هابه) في كل الحفلات والمناسبات الدينية حيث اثبت حضوراً كبيراً في كل تلك المناسبات وقد كان أول حفلة لفناننا الكبير بدعم من استاذه ومعلمه عزالدين نعمت حين قدمه في حفلة رسمية وبحضور جمهور غفير من أبناء المدينة وفي مدرسة المصلى وقد فاجأ صوته كل من استمع اليه وخاصة قائد الفرقة الثانية آنذاك والذي قام بتكريمه بمبلغ عشرين دينار ليخط اسم (هابه) في عالم الأحتراف الغنائي.. وقد ادى (هابه) في هذه الحفلة أغاني أبكى فيها الحضور ثم صرخ بأعلى صوته صرخته المدوية مغنياً (بُلبُلم اُوچار يوواسينه) ليعلن ولادة فنان شاب يضع خطوته الأولى في طريق الفن الذي أصبح شغله الشاغل أثناء الليل واطراف النهار.
أصبح الفنان (هابه) اسماً معروفاً على نطاق ضيق وضمن بعض الأحياء الشعبية في مدينة كركوك ولم يزل يرافق بعض الفنانين الكبار أمثال رشه گوله رضا وطوپال حمه وغيرهم لكي يتعلم منهم. قرّر ان يطرح أول شريط كاسيت إلى الأسواق بعد مداولات عدة ومناقشات مع أستاذه الأول عز الدين نعمت، حيث اتفقا ان يطرحا كاسيتاً مشتركاً يحمل هوية (هابه) الفنية مستفيداً من شهرة عز الدين نعمت بين جمهور المدينة. وقد كان لهذا الكاسيت دور كبير وفاعل في دعوة (هابه) إلى الحفلات العامة والخاصة. مع الغناء، كان يبحث لنفسه عن مورد رزق آخر بعد أن ترك مهنة الخياطة، لذا عمل كسائق تاكسي لعدة سنوات ثم سائق أجرة سيارة (خط تسعين)، إلا إنه لم يستمر طويلاً حيث قدم أوراقه إلى وزارة الصحة ليتم تعينه بصفة سائق إسعاف في صحة كركوك.

## الغناء الشعبي التركماني
استمرت رحلة (هابه) اربعين سنة، كون لنفسه خلالها مدرسة خاصة بالغناء الشعبي التركماني كما هو الحال بالنسبة للمطرب المبدع يوسف عمر والمطرب سعد الحلي وطورهم الخاص والفنان المصري أحمد عدوية واسلوبه المميز، وهناك عشرات من المقلدين بالصوت والاداء للفنان (هابه) بل انهم اضافوا اسم (هابه) إلى اسمائهم وأصبحت كاسيتاته دروساً لتعلم الغناء الشعبي الخاص بمدرسته في الغناء، ترك (هابه) وراءه مسيرة فنية طويلة تحمل آلاف الحفلات وأكثر من 2500 شريط كاسيت وأكثر من 500 شريط فيديو.

## أول شريط فيديو
صور أول شريط فيديو بحياته في منتصف السبعينيات وكان هذا الشريط بداية ظهور (هابه) على أشرطة الفيديو قبل أن يدخل تلفزيون العراق، في منتصف الثمانينات أدى عبد الوهاب (هابه) فريضة الحج، ومنذ ذلك الوقت اضيف له اسم حجي (هابه) وبدأ محبوه ينادونه بالحجي حباً له وتحبباً اليه دخل (هابه) الإذاعة عام 1988 وفي نفس العام صورت أغانيه الثلاثة اليتيمية لتلفزيون كركوك ونتمنى أن يُستفادَ من حَفلاتهِ المصورة والمتوفرة للحفاظ على تاريخ هذا الفنان.

## وفاته
في فجر يوم الجمعة 17 / 8 / 2001 شيّع الفنان عبد الوهاب إلى مثواه الآخير. ذكر بعض المقربين “تم تسميم هابه من قبل الأجهزة الأمنية”، عازف الطبلة في فرقة (باباكركر) الفنان حسين محمد المعروف بـ (حسين كركوكلي) من أصدقاء هابه يستطرد “من قبل الفنان ناصر رزازي تم توجيه الدعوة إلينا لحفل في مدينة السليمانية، بعد عودتنا بإسبوع تعرضنا إلى مراقبة شديدة من قبل الأجهزة الأمنية ومن قبل البعثيين”.[بحاجة لمصدر]
أضاف كركوكلي “تم إستدعاء هابة إلى دائرة الأمن حيث خضع للتحقيق لمدة أربع ساعات، هناك كان الأمن قد سألوا هابه فيما إذا كان يشرب القهوة أم العصير، بما أن الدنيا في ذلك اليوم من آب كانت حارة كان هابه قد طلب العصير، من هنا دسوا له السم مما أدى إلى انهياره تدريجياً وموته بعد يومين”.[بحاجة لمصدر]